# Hangman Jury
Hangman Jury è un singolo del gruppo musicale statunitense Aerosmith, pubblicato come singolo promozionale dall'album Permanent Vacation. Il brano è stato scritto dal cantante Steven Tyler, dal chitarrista Joe Perry, e dal collaboratore esterno Jim Vallance.
Ha raggiunto la posizione #14 della Hot Mainstream Rock Tracks, rimanendo in classifica per 12 settimane.

## Storia
Hangman Jury è una rielaborazione di una vecchia canzone blues, utilizzata da numerosi artisti nel corso degli anni, in particolare Leadbelly e Taj Mahal. Il canto si basava sul ritornello:  "Oh boy, dontcha line the track-a-lack-a" ("Oh ragazzo, non nascondere la traccia"). Joe Perry ha aggiunto la chitarra acustica, e Steven Tyler ha rielaborato la canzone, lavorando soprattutto sul ritornello e aggiungendo alcuni suoi versi originali. Tyler e Perry hanno poi completato il pezzo con Jim Vallance nella primavera del 1987.
Tyler ha ricevuto il permesso di utilizzare il ritornello da Taj Mahal (credendolo l'autore), ma non da Leadbelly. Tyler ha poi saputo che la canzone era un canto classico americano risalente al periodo dello schiavismo e che era di dominio pubblico, il che significava che in realtà non era proprietà di nessuno. Tuttavia, dopo la pubblicazione del singolo, Leadbelly rivendicò la proprietà del brano. Per questo motivo, la famiglia di Leadbelly ha intrapreso un'azione legale contro gli Aerosmith circa un anno dopo la pubblicazione di Hangman Jury, perdendola.

## Struttura
Hangman Jury inizia con effetti sonori speciali, tra cui una sedia a dondolo che scricchiola e i suoni di una notte d'estate, tra cui il verso dei grilli. La canzone inizia con chitarre acustiche, uno strumento a percussione, e poi una parte armonica. Tyler canta quindi la prima strofa e il ritornello, mentre le chitarre acustiche continuano a suonare. Dopo le prime strofe, la canzone assume connotati hard rock, con chitarre elettriche, batteria e basso.